# هيئة المساحة الجيولوجية السعودية
أنشئت هيئة المساحة الجيولوجية السعودية في عام 1420ه‍ (1999م) بالقرار الصادر من مجلس الوزراء رقم (115)، وترتبط الهيئة بوزارة الطاقة والصناعة والثروة المعدنية، ولها شخصية اعتبارية وتتمتع بالأهلية الكاملة لتحقيق التنظيم الخاص بها.

## مقر الهيئة
مقر الهيئة الرئيسي هو مدينة جدة ولها حالياً فرع بمدينة الرياض، ولها الحق طبقاً لنظامها في إنشاء فروع ومكاتب وتوكيلات لها داخل المملكة أو خارجها.

## أغراض الهيئة
هي القيام بنفسها أو بواسطة غيرها في إقليم المملكة وفي منطقتها الاقتصادية الخالصة وجرفها القاري بجميع أعمال المسح والتنقيب عن المعادن وتنمية تلك الأعمال وتطويرها، وتوفير المعلومات الكافية عن الرواسب المعدنية وإجراء البحوث والدراسات ذات الصلة بعلوم الأرض ولها في سبيل ذلك – دون حصر- القيام بالأعمال التالية:
إجراء الأبحاث الجيولوجية، والجيوكميائية، والجيوفيزيائية، والهيدرولوجية، واستكشاف المصادر المعدنية.
استخدام أفضل الوسائل في البحث والتنقيب عن المصادر المعدنية.
إجراء دراسات ما قبل الجدوى الاقتصادية على بعض الخامات الواعدة المساعدة في صناعة التعدين.
تصنيف المعلومات الجيولوجية الخاصة بالمصادر التعدينية وتقويمها وإعداد التقارير والخرائط الجيولوجية المختلفة وغيرها من الخرائط ذات العلاقة بأعمالها، وطبعها ونشرها وتخزين بياناتها باستخدام الحاسب الآلي.
القيام بنفسها أو بواسطة غيرها بالأبحاث والدراسات وتقديم الخدمات الاستشارية التي تتعلق بأعمالها ونشاطها إلى الجهات الحكومية والخاصة، ويجوز لها الحصول على مثل تلك الخدمات، كما يجوز لها الاشتراك مع الشركات والهيئات والجامعات ومراكز البحث العلمي وغيرها من الجهات التي تزاول أعمالاً مشابهة لأعمالها.
القيام بأعمال المسح والتنقيب لتحديد مصادر المياه والتعرف على المخزون المائي وتحديد النوعيات والكميات الممكن استخراجها وتحديد مدى صلاحيتها للأغراض المختلفة.
دراسة النواحي الجيولوجية للشؤون البيئية بما في ذلك التعرف على أفضل السبل للتخلص من آثار التعدين الضارة ومن النفايات الناجمة عن الأنشطة التعدينية والجيولوجية البيئية.
القيام بالدراسات والأبحاث اللازمة لرصد النشاطات الزلزالية والبركانية المحتمل وقوعها في المملكة واستقصاء الفيضانات الناجمة عن الأمطار والسيول ومواقع الانهيارات الأرضية ووضع خرائط لمستويات الخطر لجميع أنواع الكوارث وإعداد سجل تاريخي بها.
تدريب السعوديين داخل المملكة وخارجها في مجالات أعمال الهيئة.
ويجوز للهيئة القيام خارج المملكة ببعض الأعمال الموكولة إليها. وتقوم الهيئة بالتنقيب عن حطام النيازك التي سقطت بالمملكة وتسجيلها وتوثيقها ودراستها.
إن «هيئة المساحة الجيولوجية السعودية» - بنوعية الأعمال والدراسات التي أنيطت بها - أصبحت مسؤولة عن كافة الأعمال المتخصصة بعلوم الأرض، بدءاً من أعمال المسح الجيولوجي والتنقيب عن المعادن، وإعداد وتنفيذ الخرائط والدراسات الجيولوجية، وتنمية الموارد المعدنية بكافة أنواعها.. وصولاً لإتاحة الفرص الاستثمارية في مجال التعدين، وهو ما يتوافق مع تلك الأعمال التي تقوم بها الهيئات العالمية للمسح الجيولوجي كما إن الهيئة تقوم - حسب نظامها - بإجراء الدراسات الهيدروجيولوجية، ورصد دراسة الزلازل والبراكين، ومراقبة المخاطر الجيولوجية الأخرى، وجيولوجيا المياه، والجيولوجيا البيئية، والجيولوجيا الهندسية، وتوفير الخدمات المعلوماتية المتعددة، خصوصا تلك المتعلقة بتزويد الجهات الحكومية والخاصة في المملكة بالتقارير والخرائط والمعلومات الفنية عن الثروات المعدنية والتراكيب الجيولوجية المتواجدة في كافة أراضي المملكة.

## حول الهيئة
إن هيئة المساحة الجيولوجية السعودية مثل هيئات المساحة الجيولوجية في العالم أنشئت لغرض تزويد المجتمع بالمعرفة والمعلومات في كافة مجالات علوم الأرض (الجيولوجيا) وانها بنوعية الأعمال والدراسات التي أنيطت بها أصبحت مسؤولة عن كافة الأعمال المتخصصة في هذا المجال، بدءاً من أعمال المسح الجيولوجي والتنقيب عن المعادن، وإعداد وتنفيذ الخرائط والدراسات الجيولوجية، وتنمية الموارد المعدنية بأنواعها وصولاً لإتاحة الفرص الاستثمارية في مجال التعدين، وهو ما يتوافق مع تلك الأعمال التي تقوم بها معظم الهيئات العالمية للمسح الجيولوجي.
كما إن الهيئة تقوم - حسب نظامها - بإجراء الدراسات الهيدروجيولوجية، ورصد ودراسة الزلازل والبراكين، ومراقبة المخاطر الجيولوجية الأخرى، والجيولوجيا البيئية، والجيولوجيا الهندسية، وتوفير الخدمات المعلوماتية المتعددة، خصوصا تلك المتعلقة بتزويد الجهات الحكومية والخاصة في المملكة بالتقارير والخرائط والمعلومات الفنية عن الثروات المعدنية والتراكيب الجيولوجية المتواجدة في كافة أراضي المملكة.

### الأعمال الأساسية
تحقيقا للرؤى والتطلعات الاستراتيجية التي أنشئت الهيئة من أجلها، وتحقيقا لرسالتها بصورة رئيسية لتزويد المجتمع بالمعلومات الجيولوجية الأساسية، فقد بلورت الهيئة أهدافها الرئيسية (Principle Goals) علي النحو التالي:
1. تزويد المجتمع بالمعلومات والخرائط الجيولوجية الأساسية.
2. تأمين احتياطيات إستراتيجية مستديمة من الموارد المعدنية.
3. رصد ومراقبة ودراسة المخاطر الجيولوجية، والمساهمة في الحد من أثارها.
4. دراسة المشاكل البيئية المرتبطة بالمخاطر الجيولوجية، والأخرى الناجمة عن التوسع الحضري.
5. دعم المشاريع الإنشائية والحضرية بإجراء الدراسات الجيولوجيا الهندسية.
6. بناء وتطوير قواعد المعلومات الوطنية لعلوم الأرض.
7. دعم وتقديم المشورة ذات الصلة بعلوم الأرض للجهات الحكومية والخاصة.

### رؤية الهيئة
أن نكون مؤسسة رائدة في كافة مجالات علوم الأرض، تهدف إلى خدمة المجتمع وجميع المهتمين بتطوير بيئة نموذجية، وتسخير التقنية المتطورة والحوافز المتاحة لتعزيز قدراتنا وتحقيق أهدافنا وأن نسعى لتوفير حياة أفضل لمجتمعنا.

### رسالة الهيئة
تقديم المشورة للدولة وإلى المجتمع عبر كوادر متخصصة ومدربة في كافة مجالات علوم الأرض، وتطبيق التقنية المتقدمة لتوفير المعلومات المطلوبة، وتأمين مصادر وطنية كافية من الثروات المعدنية والمياه، وكذلك إلى العمل على حماية بيئتنا، ومراقبة جميع المخاطر الطبيعية لتحقيق الحياة الأفضل التي يصبو إليها مجتمعنا.

## مجلس الإدارة
جاء في التنظيم الخـاص بهيئة المساحة الجيولوجية السعـودية الصادر بقرار مجلس الوزراء رقم (115) وتاريخ 1420/7/16هــ في مادته الرابعة، بأن يتولى إدارة الهيئة مجلس إدارة برئاسة وزير البترول والثروة المعدنية (وزير الطاقة والصناعة والثروة المعدنية حاليا) وعضوية ممثل من كل من: (وزارة الدفاع والطيران (وزارة الدفاع حالياً)، ووزارة المالية والاقتصاد الوطني (وزارة المالية حالياً)، ووزارة البترول والثروة المعدنية (وزارة الطاقة والصناعة والثروة المعدنية حاليا)، ووزارة التعليم العالي (وزارة التعليم حاليا)، ووزارة الزراعة والمياه (وزارة البيئة والمياه والزراعة حالياً)، ووزارة التخطيط (وزارة الاقتصاد والتخطيط حالياً)، ومدينة الملك عبد العزيز للعلوم والتقنية)، ورئيس الهيئة، وثلاثة من ذوي الاختصاص يختارون لمكانتهم العلمية والمهنية يتم تعيينهم بقرار من مجلس الوزراء بناءً على ترشيح وزير البترول والثروة المعدنية. وتكون مدة عضوية ممثلي الأجهزة الحكومية والثلاثة المعينين من ذوي الاختصاص ثلاث سنوات فقط.
وقد أصدر خادم الحرمين الشريفين الملك عبد الله بن عبد العزيز أمراً ملكياً برقم (أ/57) وتاريخ 1427/5/4هــ، يقضى بتعيين الدكتور زهير بن عبد الحفيظ نواب، رئيساً لهيئة المساحة الجيولوجية السعودية بالمرتبة الممتازة، كما انه بتاريخ 1435/5/2هـ، صدر أمر خادم الحرمين الشريفين الملك عبد الله بن عبد العزيز، بتمديد خدمة الدكتور زهير بن عبد الحفيظ نواب لمدة أربع سنوات.
وبناءً على قرار مجلس الوزراء الصادر برقم (139) وتاريخ 1433/5/3هـ، فقد تم بموجبه تجديد عضوية ذوي الاختصاص الدكتور سعيد القحطاني، وتعيين عضوين من ذوي الاختصاص في عضوية مجلس إدارة الهيئة لمدة ثلاث سنوات.

### أعضاء مجلس إدارة هيئة المساحة الجيولوجية السعودية[4][5]
| الاسم                                          | الصفة                                                                 |
| ---------------------------------------------- | --------------------------------------------------------------------- |
| الأستاذ / بندر بن إبراهيم الخريف               | وزير الصناعة والثروة المعدنية رئيس مجلس إدارة هيئة المساحة الجيولوجية |
| المهندس / خالد بن صالح المديفر                 | نائب رئيس مجلس الإدارة                                                |
| المهندس / عبد الله بن مفطر الشمراني            | رئيس الهيئة التنفيذي                                                  |
| اللواء البحري المهندس/عبدالله بن محمد القحطاني | ممثل وزارة الدفاع                                                     |
| الأستاذ/ عبدالعزيز بن مساعد المساعد            | ممثل وزارة المالية                                                    |
| الدكتور/ عبدالعزيز بن محارب الشيباني           | ممثل وزارة البيئة والمياه والزراعة                                    |
| المستشار/ رضا بن نصار بن محمد شيخ              | ممثل وزارة الاقتصاد والتخطيط                                          |
| الدكتور/ سعيد بن محمد الشهري                   | ممثل مدينة الملك عبد العزيز للعلوم والتقنية                           |
| المهندس / ناصربن محمد الشيحة                   | ممثل الهيئة العامة لعقارات الدولة                                     |
| الدكتور/ عبدالعزيز بن عبيد الكعبي              | عضو اختصاص المجلس                                                     |
| الدكتور/ صالح بن إسماعيل القيسي                | عضو اختصاص المجلس                                                     |
| المهندس / بدر بن محمد الحارثي                  | ممثل وزارة التعليم                                                    |
| المهندس / مازن بن أحمد خياط                    | عضو اختصاص المجلس                                                     |
| المهندس / باسم بن سعيدان الحربي                | ممثل وزارة الطاقة                                                     |

## البرامج الفنية للهيئة
تم تقسيم هذه البرامج لأربعة أقسام رئيسية:

### البرامج الإستراتيجية
والتي تُعنى بتقديم الخدمات الأساسية لعلوم الأرض.
- برامج المسح الجيولوجي.
- برامج الموارد المعدنية.
- برامج رصد الزلازل.

### برامج الجيولوجية التطبيقية
وهذه البرامج تهتم بتقديم خدمات الرفاهية وأمن المجتمع.
- برامج المخاطر الجيولوجية.
- برامج الجيولوجيا البيئية.
- برامج الجيولوجيا الهندسية.

### برامج تقنية المعلومات والدعم الفني
يدعم هذا النوع البرامج المشاريع الأخرى للهيئة وذلك في مجال أنظمة الحاسب الآلي، وتقنية المعلومات بالإضافة لأنظمة المعلومات الجغرافية والاستشعار عن بعد، كما توفر خدمات المعامل والمختبرات الكيميائية والجيولوجية، والمياه والبيئة، والتطبيقات الصناعية لدعم أعمال المسح الجيولوجي والتنقيب عن المعادن، والبحث عن مصادر المياه الجوفية وتسعى لتسهيل التعاطي مع المعلوامت وتزويد المجتمع بها.

### البرامج الاستشارية
تخدم هذه البرامج الجهات الحكومية والقطاع الخاص وتنفذ الدراسات المتخصصة بعلوم الأرض بمقابل مادي.

## التعاون الإقليمي والدولي
توقع الهيئة اتفاقيات تعاون دولي بين العلماء التابعين للحكومات مما يساهم في تبادل الخبرات والتعريف بالمؤسسات المهتمة بعلوم الأرض، كما يوثق هذا التعاون العلاقات بين الهيئات الجيولوجية العالمية حيث يعمل ذلك على تطوير أعمال البحث العلمي والدراسات الجيوتقنية.